# Krokskogen
Krokskogen est une zone forestière située à l'extérieur d'Oslo, en Norvège. C'est une partie d'Oslomarka, dans le comté de Buskerud et est située entre Bærumsmarka, Vestmarka et Nordmarka.

## Description
La région boisée et vallonnée d'environ 300 km² est bordée par Oslo et par les municipalités de Ringerike, Hole et Bærum. Les points culminants du paysage sont Oppkuven (704 m), Ringkollen (702 m) et Gyrihaugen (682 m). L'ancienne route à travers Krokskogen qui a été ouverte en 1805 faisait partie de la Route Royale (Ringeriksveien) d'Oslo à Bergen. Elle est maintenant principalement utilisée comme sentier de randonnée et de mariage en saison et pour le transport du bois pendant l'hiver. L'Association norvégienne de randonnée y possède des chalets touristiques.

## Zones protégées
- Réserve naturelle de Krokskogen
- Réserve naturelle de Krokkleiva
- Réserve naturelle de Djupdalen et Kjaglidalen
- Réserve naturelle de Merratjern/Søndagsbrenna
- Réserve naturelle d'Opkuven-Smeddalen

## Galerie

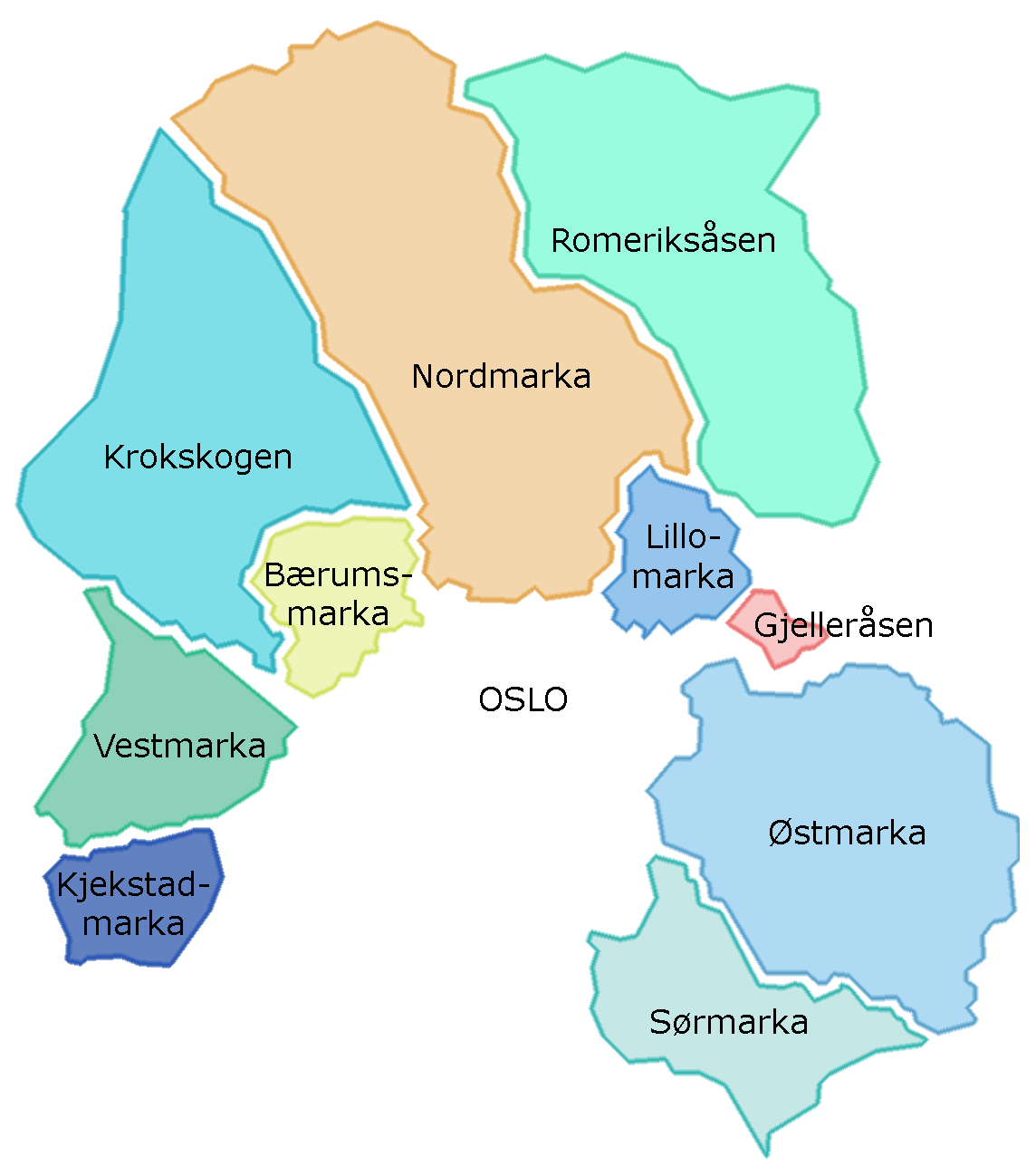
Les différentes zones de l'Oslomarka
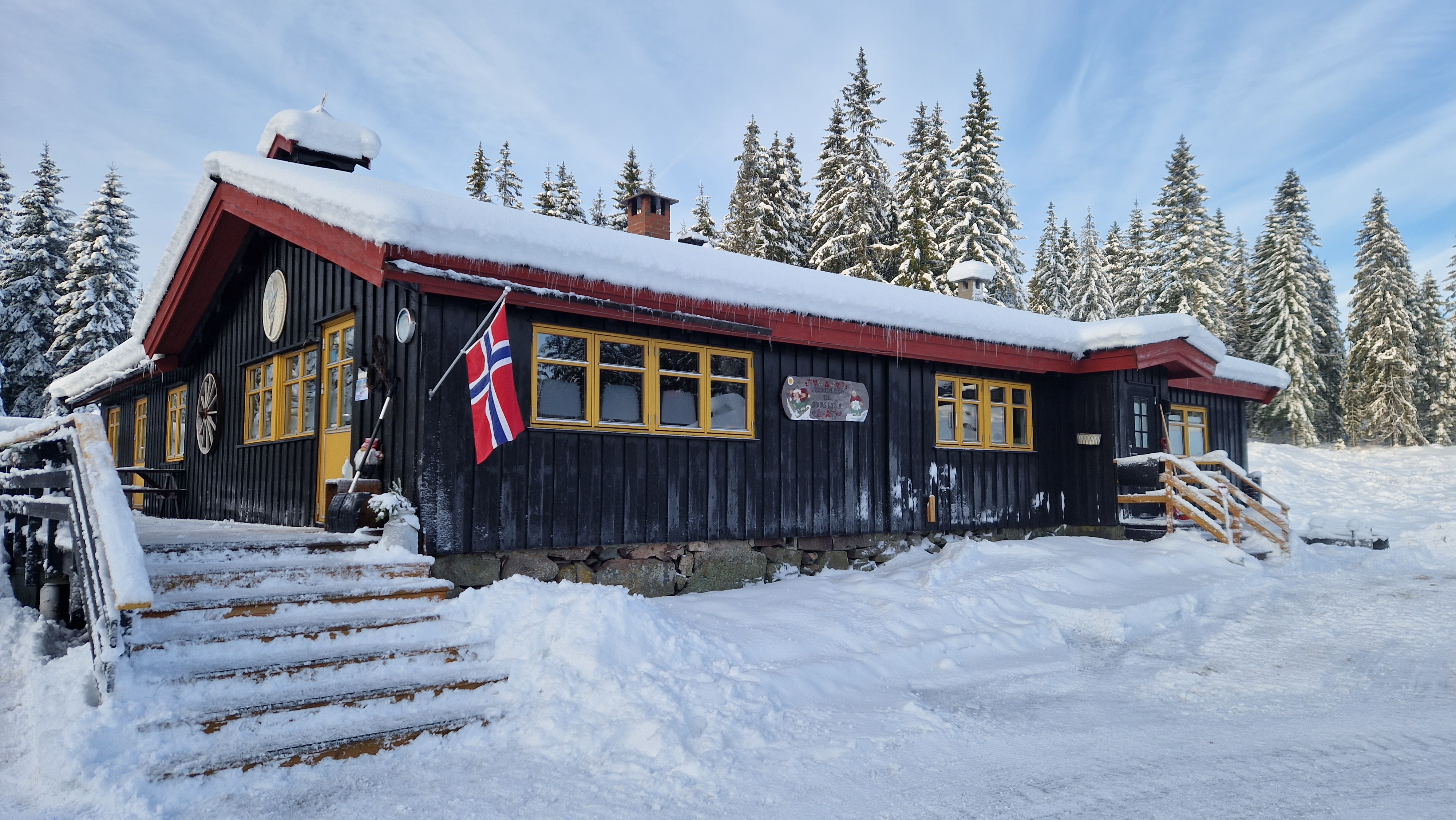
Chalet en forêt